# دورق مخروطي
الدورق المخروطي والمسمى أيضًا دورق إرلنماير أو قارورة أرْلَنْمَايَر (بالإنجليزية: Erlenmeyer flask)‏، هو دورق له قاعدة مخروطية الشكل وعنق أسطواني يستعمل بكثرة في المختبرات الكيميائية، وهو يشبه الكأس الزجاجي (البيشر)، إلا أن له عنقاً أضيق، مما يمكن من إحكام إغلاق الدورق باستخدام سدادة مطاطية؛ يستخدم في الخلط والمعايرة.
يصنع دورق إرلنماير من زجاج البوروسيليكات، ويكون مدرجاً من الخارج لإعطاء تقدير تقريبي عن حجم المحتويات.
يسمى دورق المخروطي أحيانًا باسم دورق إرلنماير وذلك نسبة إلى مبتكره الكيميائي الألماني إميل إرلنماير وذلك عام 1861.

## معرض صور

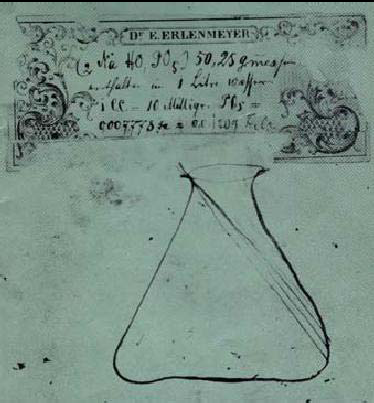
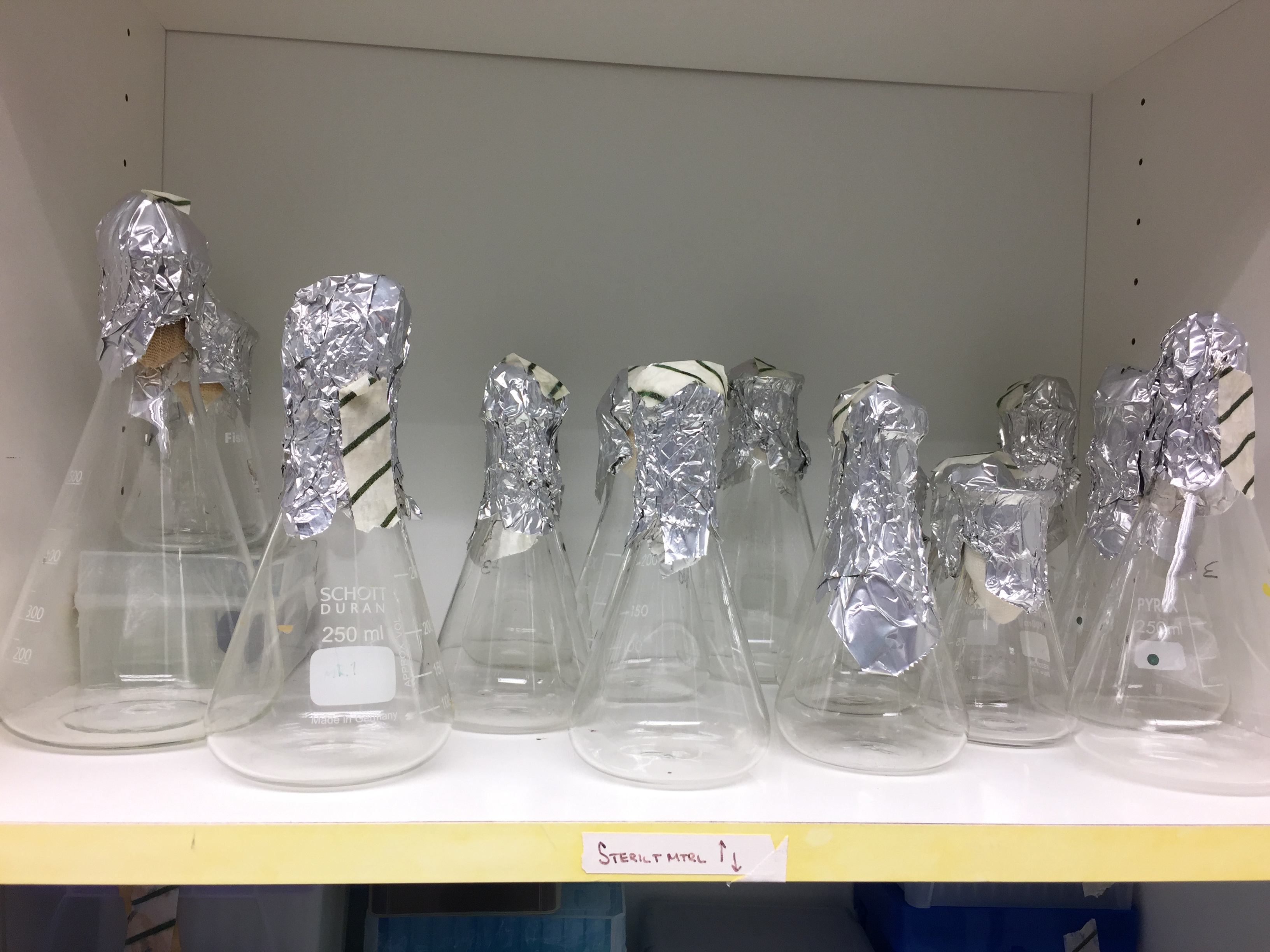
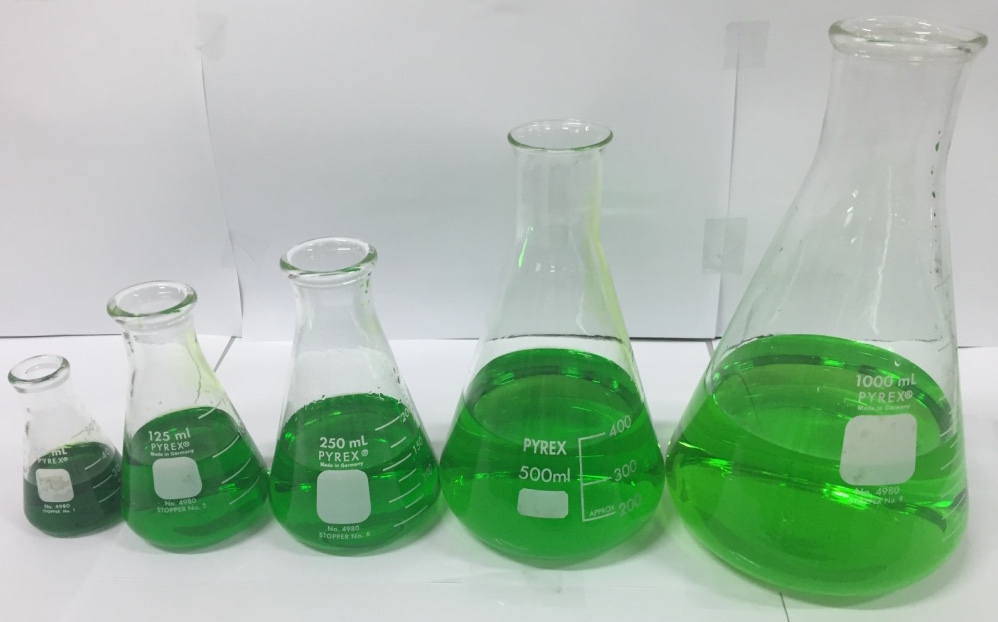

## هوامش